# Ghiacciaio Mercurio (Terra di Oates)
Il ghiacciaio Mercurio è un ghiacciaio lungo circa 5 km situato nella regione meridionale della Terra di Oates, nell'Antartide orientale. Il ghiacciaio, il cui punto più alto si trova a circa 1600 m s.l.m., si trova nell'entroterra della costa di Hillary, nei monti Cook, dove scorre lungo il versante meridionale del monte Hughes, fino a terminare in prossimità dell'inizio del ghiacciaio Minerva.

## Storia
Il ghiacciaio Mercurio è stato mappato da membri dello United States Geological Survey (USGS) grazie a fotografie aeree scattate dalla marina militare statunitense nel periodo 1959-63, ed è stato così battezzato dal Comitato neozelandese per i toponimi antartici in onore di Mercurio, divinità protettrice dell'eloquenza, del commercio e dei ladri, nella mitologia greca e romana.